# Sunderland (Vermont)
Sunderland – miasto w Stanach Zjednoczonych, w stanie Vermont, w hrabstwie Bennington.